# 노이즈 록

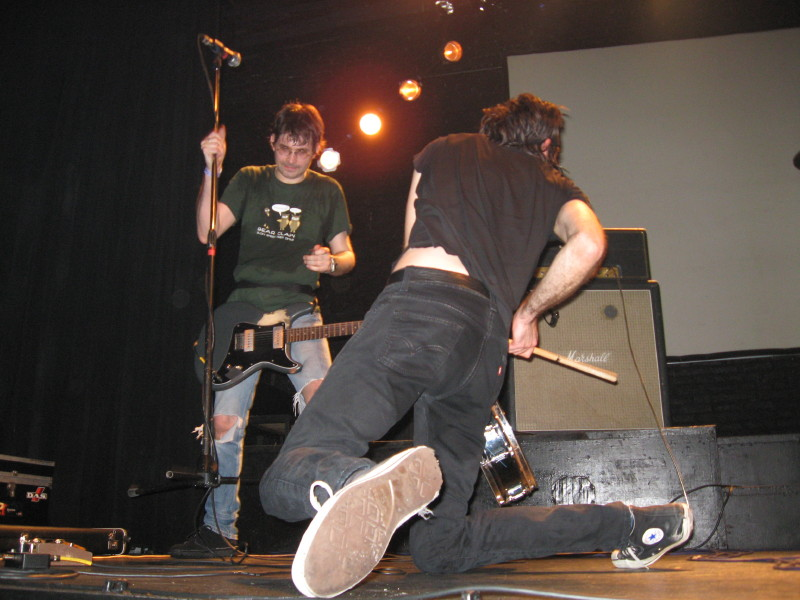

노이즈 록(noise rock)은 록 음악의 파생 장르 중 하나이다.
초기 전위 음악이나 록에 내재하는 피드백 등의 노이즈 성분의 영향을 받아 1970년대 후반의 노웨이브 밴드인 마스와 틴에이지 지저스 앤드 더 저크스가 노이즈 록 형성에 중요한 밴드라고 여겨진다.
1980년대에 흥행한 장르이다. 영국에서는 같은 시기에 노이즈 팝에서 영향을 받은 밴드가 다수 활동하게 되며 북아메리카와는 다른 형태의 노이즈 록이 발생한다.